# 옥타비아 노바츠카
옥타비아 마리아 노바츠카(폴란드어: Oktawia Maria Nowacka, 1991년 1월 2일 ~ )는 폴란드의 근대5종 선수이다. 2016년 하계 올림픽 여자 개인전에서 동메달을 획득했다. 